# VRSS-2
VRSS-2 Antonio José de Sucre (Venezuelan Remote Sensing Satellite-2) ist ein venezolanischer Erdbeobachtungssatellit. Er ist der Nachfolger des 2012 gestarteten VRSS-1.

## Geschichte
Nach dem erfolgreichen Start und der Inbetriebnahme des ersten venezolanischen Erdbeobachtungssatelliten VRSS-1 im Herbst 2012 unterzeichnete das venezolanische Ministerium für Hochschulbildung, Wissenschaft und Technologie am 5. Oktober 2014, drei Jahre vor dem erwarteten Betriebsende von VRSS-1,  mit der China Great Wall Industry Corporation einen Vertrag über Bau und Start eines Nachfolgesatelliten. In dem Vertrag enthalten waren die Lieferung verbesserter Systeme für die Bodenstation auf dem Luftwaffenstützpunkt Hauptmann Manuel Ríos (BAMARI) bei El Sombrero im Bundesstaat Guárico, sowohl für den Empfang der Nutzlastdaten als auch die 5,4-m-Antenne für Telemetrie und Steuerung des Satelliten, sowie für das Rechenzentrum am Hauptquartier der Agencia Bolivariana para Actividades Espaciales (ABAE) in Caracas, wo die Daten der Satelliten zu Bildern verarbeitet werden.
Neben dem eigentlichen Satelliten sollten von der Hangtian Dong Fang Hong Satelliten GmbH, einer Tochterfirma der Chinesischen Akademie für Weltraumtechnologie (CAST), auch zwei Ingenieurmodelle für Tests und Ausbildungszwecke hergestellt werden. Die Zahl der an dem Projekt beteiligten Venezolaner war doppelt so hoch wie bei den vorangegangenen Kooperationsprojekten: diesmal nahmen mehr als 100 venezolanische Ingenieure und Techniker an Entwicklung, Bau und Bodentests des Satelliten teil.
Gut 50 der Techniker wurden außerdem an der Shenzhou Akademie (神舟学院) von CAST in Satellitensteuerung, Betrieb der Bodenstation und Bildverarbeitung ausgebildet.

## Aufbau
VRSS-2 basiert auf dem CAST-2000-Bus der Hangtian Dong Fang Hong. Wegen der anspruchsvolleren Nutzlasten und vor allem der aufwendigeren Optik besaß er mit 942 kg eine um rund 60 kg größere Startmasse als das Vorgängermodell. Der dreiachsenstabilisierte Satellit verfügt über zwei drehbare, aus jeweils drei Modulen von 111 × 85 cm bestehende Solarzellenflügel, die ihn mit einer elektrischen Leistung von 900 W versorgen. Für die Zeit, wo er sich im Erdschatten befindet, besitzt VRSS-2 Akkumulatoren.
Mit entfalteten Solarzellenflügeln hat der Satellit die Maße  2,1 × 7,9 × 1,75 m.
Das Hauptinstrument von VRSS-2 ist wieder eine Panchromatische und Multispektral-Kamera (PMC), diesmal mit nur einem Objektiv, aber einer Auflösung von 1 m beim panchromatischen Sensor und 4 m beim Multispektralsensor. Dies ist mehr als doppelt so gut wie bei VRSS-1, wo die Auflösung der PMC bei 2,5 m bzw. 10 m lag. Außerdem besitzt VRSS-2 einen Bildgeber für zehn Spektralbänder im Infrarot-Bereich mit einer Auflösung von 30 m im kurzwelligen Infrarot (1,4–3,0 µm) und 60 m im langwelligen Infrarot (8–15 µm). Beide Kameras besitzen eine Schwadbreite von 30 km.
Telemetrie und Steuerung des Satelliten erfolgt im S-Band. Die Bilder der Kameras werden auf zwei Frequenzen im X-Band  mit einer Datenübertragungsrate von 450 Mbit/s an die Bodenstation El Sombrero übertragen.

## Mission
VRSS-2 wurde am 9. Oktober 2017 um 04:13 Uhr UTC mit einer Trägerrakete vom Typ Langer Marsch 2D vom Startkomplex 43 des Kosmodroms Jiuquan ins All befördert. 14 Minuten nach dem Start hatte der Satellit eine um 98° zum Äquator geneigte, sonnensynchrone Umlaufbahn von 646 km Höhe erreicht, eine Minute später entfaltete er seine Solarzellenflügel. Nach dem Start wurde VRSS-2 von dem venezolanischen Präsidenten Nicolás Maduro nach dem Freiheitskämpfer Antonio José de Sucre  in „Satélite Sucre“ umbenannt.

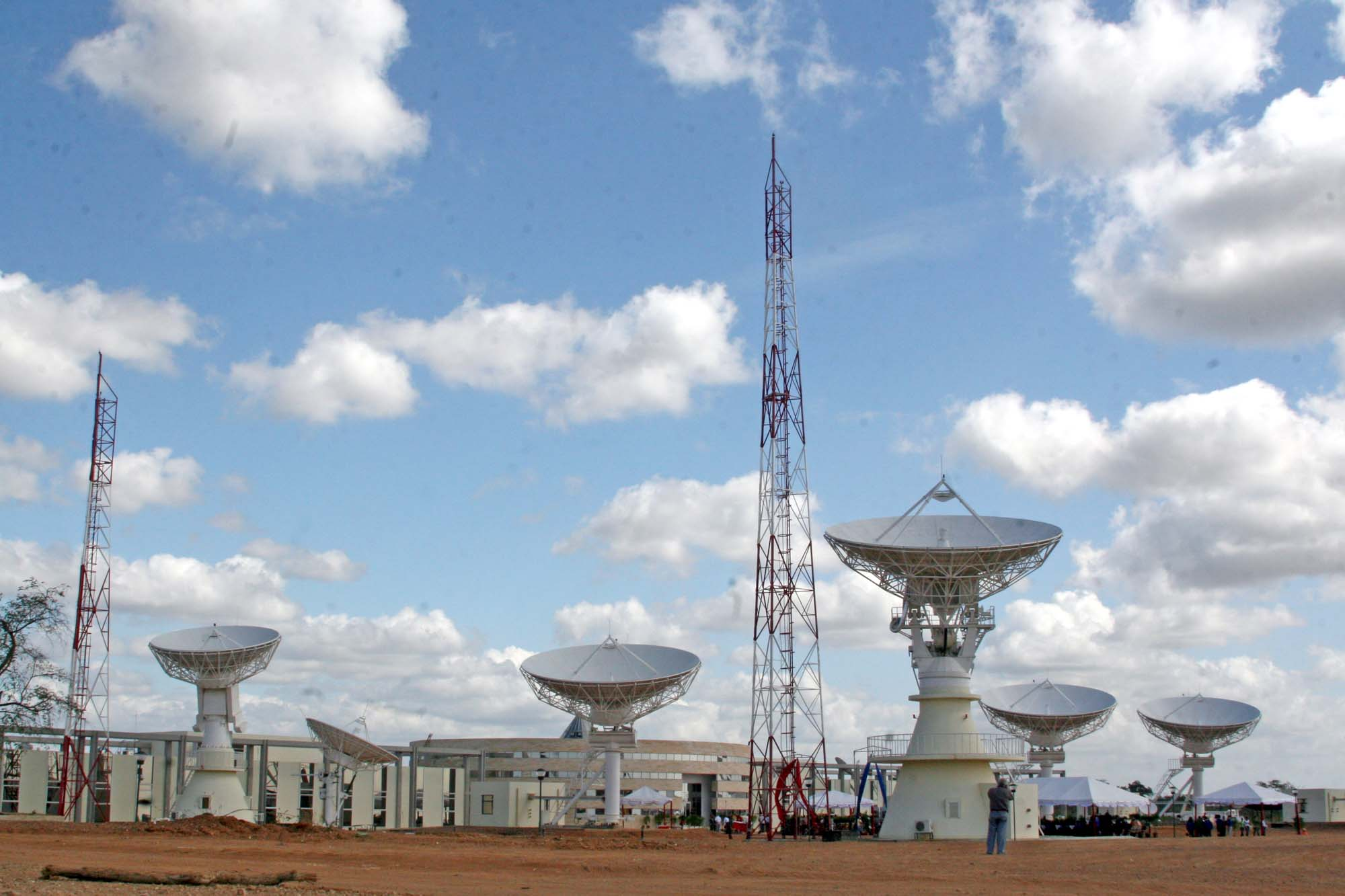
Bodenstation auf dem Stützpunkt BAMARI bei El Sombrero

Der Satellit überquert immer um 10:30 Uhr Ortszeit den Äquator von Nord nach Süd, alle vier Tage überfliegt er dieselbe Stelle. Während eines 97,6 Minuten dauernden Umlaufs befindet er sich für 10 Minuten über Venezuela, drei- bis viermal pro Tag (Satélite Sucre umkreist die Erde bei vorrückenden Längengraden 14 mal pro Tag). Durch die anspruchsvollere Optik besitzen die Kameras von Satélite Sucre eine doppelt so hohe Auflösung wie die des Vorgängersatelliten. Letztere besaßen jedoch jeweils zwei Objektive mit leicht überlappendem Sichtfeld, was ihnen eine doppelt so große Schwadbreite verlieh.
Bei Satélite Sucre mit seiner Schwadbreite von nur 30 km dauert es nun 101 Tage (statt 57 bei Satélite Miranda mit seiner Gesamtschwadbreite von 57 km), bis das gesamte venezolanische Territorium dokumentiert ist.
Satélite Sucre wurde zunächst von China aus betreut. Nach ausführlichen Tests im Orbit wurde die Steuerung des Satelliten im Januar 2018 an die ABAE übergeben. Anschließend arbeitete Satélite Sucre noch eine Weile mit Satélite Miranda zusammen – die beiden Satelliten kreisten um 180° versetzt auf mehr oder weniger identischen Bahnen um die Erde. Als Verwendungszweck des Satélite Sucre nannte die venezolanische Regierung die Überwachung von Grenzregionen und strategisch wichtigen Infrastruktureinrichtungen und das Aufspüren von illegalen Bergbauaktivitäten und der Bekämpfung des Drogenanbaus. Die Beobachtung und Analyse von Gewässern helfe bei der Identifizierung von Gebieten mit Hochwasserrisiko, es würden Bestandsaufnahmen der Vegetation und Abschätzungen der Biomasse durchgeführt. Die Landnutzung werde überwacht, sowohl zum Zwecke der Ernteabschätzung als auch für Stadtplanung und Katasteraktualisierung.